# Johowia pilipleura
Johowia pilipleura är en tvåvingeart som beskrevs av Borgmeier 1960. Johowia pilipleura ingår i släktet Johowia och familjen puckelflugor. Inga underarter finns listade i Catalogue of Life.